# مارکو شچپوویچ
مارکو شچپوویچ (سیریلیک صربی: Марко Шћеповић؛ زادهٔ ۲۳ مهٔ ۱۹۹۱) بازیکن فوتبال اهل صربستان است.
از باشگاه‌هایی که در آن بازی کرده‌است می‌توان به باشگاه فوتبال احمد گروزنی، باشگاه ورزشی رئال مایورکا، باشگاه فوتبال بوریرام یونایتد، باشگاه فوتبال المپیاکوس، باشگاه فوتبال چای‌کار ریزه‌اسپور، باشگاه فوتبال ویدتون، باشگاه فوتبال اومانیا، باشگاه فوتبال موسکرون، و باشگاه فوتبال پارتیزان اشاره کرد.
وی همچنین در تیم‌های ملی فوتبال زیر ۲۱ سال صربستان، و صربستان بازی کرده‌است.